# Bekwara
Bekwara è una delle diciotto aree a governo locale (local government areas) in cui è suddiviso lo stato di Cross River, nella Repubblica Federale della Nigeria.
Si estende su una superficie di 306 chilometri quadrati e conta una popolazione di 105.822 abitanti.